# Ernesto Lugaro
Ernesto Lugaro (Palermo, 25 ottobre 1870 – Salò, 15 febbraio 1940) è stato uno psichiatra italiano.

## Biografia
Compiuti gli studi medici all'Università degli Studi di Palermo, iniziò l'attività presso la clinica psichiatrica di Palermo diretta allora da Eugenio Tanzi. Nel 1895 seguì Tanzi, trasferitosi all'ospedale psichiatrico di San Salvi di Firenze.
Redattore, fin dalla fondazione, della Rivista di patologia nervosa e mentale, svolse la sua attività scientifica e didattica nelle Università degli Studi di Sassari, Messina, Modena e Torino. In quest'ultima, ottenne nel 1911 la cattedra di clinica psichiatrica, succedendo così a Cesare Lombroso, ed ebbe come studente Gastone Canziani.